# 147. Reserve-Division (Wehrmacht)
Die 147. Reserve-Division war eine deutsche Infanterie-Division des Heeres im Zweiten Weltkrieg. 

## Divisionsgeschichte

### Division Nr. 147
Die Division wurde im April 1940 als Division 147 in Augsburg (Wehrkreis VII) als Ersatzdivision des Ersatzheeres aufgestellt und blieb es für den Wehrkreis bis Oktober 1942.

### 147. Reserve-Division
Die 147. Reserve-Division wurde am 1. Oktober 1942 in Augsburg aus der Division Nr. 147 aufgestellt und die Division Nr. 407, ehemals Division z.b.V. 407, stellte zukünftig die Ersatzdivision im Wehrkreis VII ersetzt. Sie operierte bis Januar 1944 in der Ukraine und die Division wurde bei Zwiahel eingekesselt und nach einem verlustreichen Ausbruch aus dem Kessel an die Ostfront verlegt. Dort wurde die Division aufgrund mangelhafter Kampferfahrung/-training sehr schnell zerstört. Die Überlebenden wurden u. a. zur Aufstellung der 363. Infanterie-Division und der 394. Feldausbildungs-Division eingesetzt. Die 394. Feldausbildungs-Division übernahm die Stellung der Division in der Ukraine. 

## Gliederung

### Zur Aufstellung
- Infanterie-Ersatz-Regiment 27 Augsburg
  - Infanterie-Ersatz-Bataillon 40
  - Infanterie-Ersatz-Bataillon 63
  - Infanterie-Ersatz-Bataillon 91
- Infanterie-Ersatz-Regiment 212 Ingolstadt
  - Infanterie-Ersatz-Bataillon 316
  - Infanterie-Ersatz-Bataillon 320
  - Infanterie-Ersatz-Bataillon 423
- Artillerie-Ersatz.Regiment 27 Augsburg
  - Artillerie-Ersatz-Abteilung 27
  - Artillerie-Ersatz-Abteilung 63
  - Artillerie-Ersatz-Abteilung 212
  - Artillerie-Ersatz-Abteilung 268
- Pionier-Ersatz-Bataillon 27 Ingolstadt

### 1942
- Reserve-Grenadier-Regiment 212 Korosten
  - Reserve-Infanterie-Bataillon 63
  - Reserve-Infanterie-Bataillon 316
  - Reserve-Infanterie-Bataillon 320
  - Reserve-Infanterie-Bataillon 423
  - Reserve-Infanterie-Bataillon 468
- Reserve-Grenadier-Regiment 268 Zwiahel
  - Reserve-Infanterie-Bataillon 91
  - Reserve-Infanterie-Bataillon 488
- Reserve-Artillerie-Bataillon 27  Zwiahel
- Reserve-Pionier-Bataillon 27 Zwiahel
- Divisions-Verpflegungsamt 947 Zwiahel

## Kommandeur
- Generalmajor/Generalleutnant Karl Held: April 1940 bis März 1942, nach seinem Ausscheiden 1931 reaktiviert, im Februar 1941 zum Generalleutnant befördert
- Generalleutnant Rudolf Sintzenich: April 1942 bis Dezember 1942
- Oberst/Generalleutnant Paul Mahlmann: Dezember 1942 bis August 1943, im Januar 1943 zum Generalleutnant befördert
- Generalmajor Paul Hoffmann: August 1943 bis September 1943
- Generalleutnant Otto Matterstock: September 1943 bis zur Auflösung